# Urex de Medinaceli
Urex de Medinaceli es una localidad española de la provincia de Soria, en la comunidad autónoma de Castilla y León. Pertenece al municipio de Arcos de Jalón y a la comarca de Arcos de Jalón. 

## Toponimia
En realidad, se desconoce el origen de Urex y el de su origen toponímico, probablemente ibero, aunque se cree que Urex significa "Agua Clara". Precisamente esta agua, procedente de ocho manantiales, riega generosamente el pueblo a través de un pequeño canal, y da origen a varios huertos. La primera referencia documental se remonta al siglo XIV.

## Geografía
Pertenece al partido judicial de Almazán. Esta pequeña población del antiguo ducado de Medinaceli está ubicado en el valle formado por el río Blanco en la comarca del Alto Jalón entre Velilla de Medinaceli y Layna. A más de 1100 m de altitud sobre el nivel del mar, la vegetación se ha enseñoreado de un lugar cobijado entre montes. En la zona circundante a Urex existe una serie de manantiales deslocalizados por la omnipresente vegetación que alimentan al río Blanco. Se dice que su número es ocho (incluido El Nacedero de Valdiciervos). El más conocido e importante de ellos es "El Calzaizo" con agua fresca y limpia, situado dentro del pueblo, que ha servido como fuente natural a los habitantes de Urex.
En el paraje "Valdiciervos", y más concretamente en "el Nacedero", aparecen horadando la tierra hasta ocho ojos kársticos a lo largo de apenas cien metros, de los más importantes de la provincia de Soria. Forman un arroyo de gran caudal que va a parar al río Blanco. El arroyo, en su curso hacia el anejo paraje de "los Praíllos", cae por un desnivel formando una pequeña cascada.

## Historia
A la caída del Antiguo Régimen la localidad se constituye en municipio constitucional en la región de Castilla la Vieja que en el censo de 1842 contaba con 18 hogares y 74 vecinos. Hacia mediados del siglo XIX, el lugar, por entonces con ayuntamiento propio, tenía 22 casas. La localidad aparece descrita en el decimoquinto volumen del Diccionario geográfico-estadístico-histórico de España y sus posesiones de Ultramar de Pascual Madoz de la siguiente manera:

URES: l. con ayunt. en la prov. de Soria (14 1/2 leg.), part. jud. de Medinaceli (2), aud. terr. y c. g. de Burgos (35), dióc. de Sigüenza (4 1/2): sit. en una vega resguardado del embate fuerte de los vientos; goza de clima sano, tiene 22 casas; la consistorial que sirve de cárcel, pósito y escuela de instruccion primaria á la que concurren 10 alumnos, dotada con 14 fan. de trigo; hay una fuente de buenas aguas; una igl. parr. (San Bartolomé) servida por un cura y un sacristan. Confina el térm. con los de Sagides, Laina, Arbujuelo y Velilla; dentro de él se encuentran varias fuentes de buenas aguas: el terreno bañado por el riach. Blanco, es de buena calidad. caminos: los que dirigen á los pueblos limítrofes. correo: se recibe y despacha en Medinaceli. prod.: cereales, legumbres, patatas, nabos, cáñamo, leñas de encina y roble para combustible, y buenos pastos, con los que se mantiene ganado lanar, vacuno, mular, asnal y de cerda; hay caza de perdices, conejos y liebres. pobl.: 18 vec., 74 alm. cap. prod.: 31,907 rs. 30 mrs. imp.: 15,596.
(Madoz, 1849, p. 225)

A mediados del siglo XIX este municipio desaparece porque se integra en el municipio de Sagides.

## Patrimonio

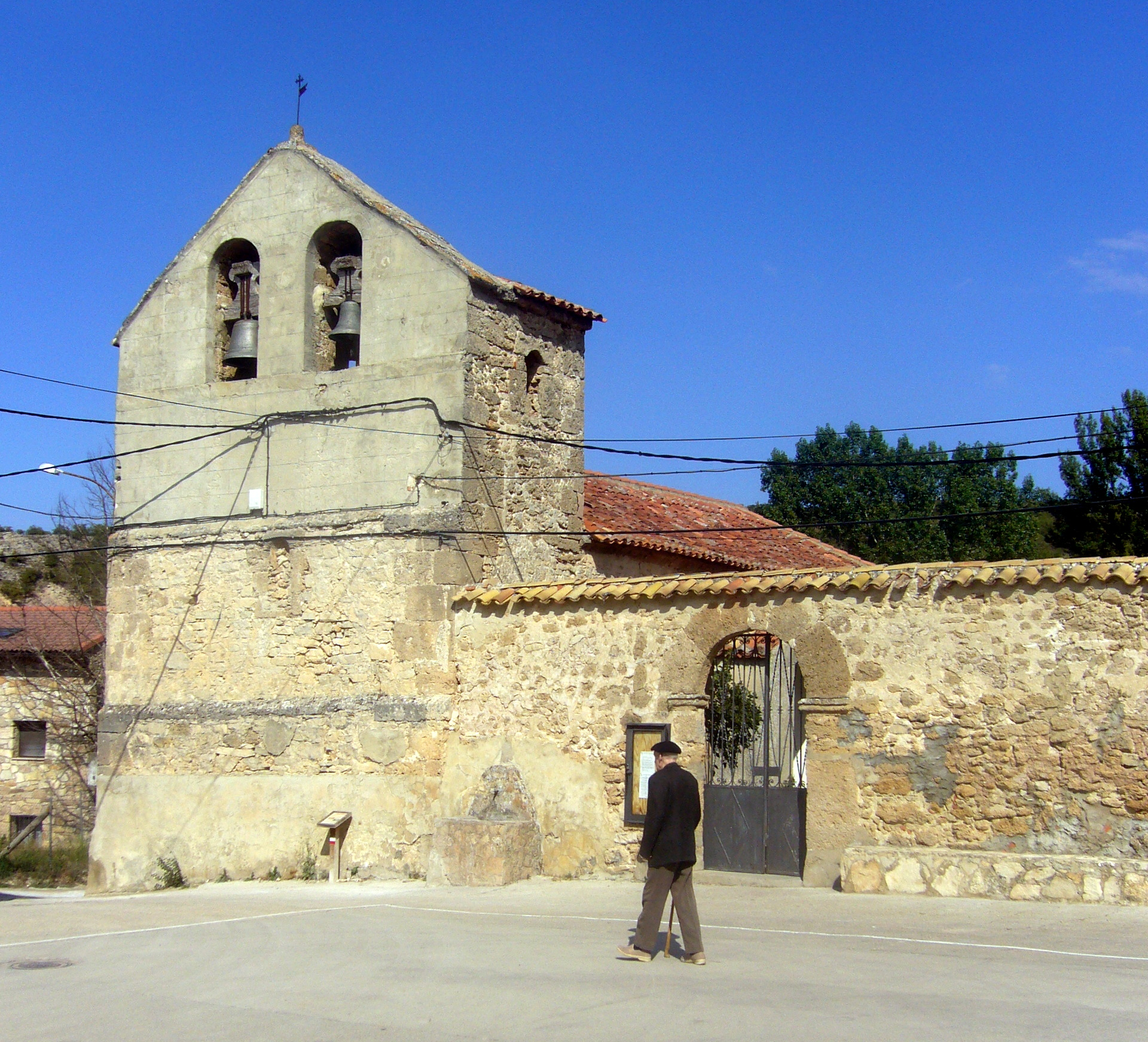
Iglesia de San Bernabé

Iglesia parroquial católica de San Bernabé.

## Fiestas y costumbres
El 14 de septiembre se celebra la Exaltación de la Santa Cruz y el 15 de agosto las fiestas de agosto.